# Antti Hyvärinen
Pour les articles homonymes, voir Hyvärinen.
Antti Abram Hyvärinen, né le 21 juin 1932 à Rovaniemi et mort le 13 janvier 2000 à Bad Nauheim, est un sauteur à ski finlandais.

## Biographie
Il représente le club Ounasvaaran Hiihtoseura.
À 19 ans, il prend déjà part aux Jeux olympiques à Oslo, prenant la septième place.
Pendant plusieurs années, il obtient majoritairement des résultats moyens, terminant au mieux neuvième aux Championnats du monde 1954. Il est champion de Finlande en 1954.
Il réalise sa meilleure performance de sa carrière aux Jeux olympiques d'hiver de 1956 à Cortina d'Ampezzo, où, étonnamment, il remporte la médaille d'or en effectuant le plus saut du jour, 84 mètres. Il devance son coéquipier Aulis Kallakorpi et Harry Glaß. Hyvärinen est ainsi le premier non-norvégien champion olympique de saut à ski.
La même saison, il confirme son nouveau statut au Festival de ski de Holmenkollen, où il remporte le concours de saut.
En fin d'année 1957, il se blesse après une chute à l'entraînement, mais ne récupère pas et doit arrêter sa carrière sportive.
Il devient l'entraîneur de l'équipe de Finlande entre 1960 et 1964.

## Palmarès

### Jeux olympiques
| Épreuve / Édition | Oslo 1952 | Cortina d'Ampezzo 1956 |
| Individuel        | 7e        | Or                     |

### Championnats du monde
| Épreuve / Édition | Falun 1954 |
| Individuel        | 9e         |

## Distinctions
- Porte-drapeau de sa délégation aux Jeux olympiques d'hiver de 1956.
- Élu sportif finlandais de l'année en 1956.